# Jack Cust
John Joseph Cust, surnommé Jack, né le 16 janvier 1979 à Flemington (New Jersey), est un joueur américain de baseball évoluant en Ligue majeure de baseball comme joueur de champ extérieur et frappeur désigné. Il est présentement agent libre.

## Carrière

### Diamondbacks de l'Arizona
Jack Cust, un voltigeur frappant de la gauche et lançant de la droite qui évolue pour une école secondaire du New Jersey, est un choix de première ronde des Diamondbacks de l'Arizona et le 30e joueur sélectionné au total par un club du baseball majeur en 1997. Il joue son premier match au plus haut niveau avec les Diamondbacks le 26 septembre 2001. Il obtient son premier coup sûr dans les majeures à son troisième et dernier match pour Arizona le 7 octobre suivant, contre le lanceur Mark Leiter des Brewers de Milwaukee. Il n'est pas dans l'effectif des Diamondbacks pendant les séries éliminatoires qui sont couronnées par le triomphe du club en Série mondiale. Le 7 janvier 2002, Arizona échange Cust et le receveur JD Closser aux Rockies du Colorado contre le lanceur gaucher Mike Myers.

### Rockies du Colorado
Cust dispute 35 parties avec les Rockies du Colorado en 2002 mais sa moyenne au bâton n'est que de ,169. Il produit huit points et frappe un coup de circuit, son premier dans les majeures réussi à son premier match après son rappel des ligues mineures, le 2 août face au lanceur Antonio Alfonseca des Cubs de Chicago.

### Orioles de Baltimore
Cust est échangé aux Orioles de Baltimore le 21 mars 2003 contre le joueur de premier but et voltigeur Chris Richard. Il dispute 27 parties, frappant 4 circuits et produisant 11 points avec une moyenne au bâton de ,260 en 2003. Il ne joue qu'un match pour les Orioles en 2004 et passe la majorité de ces deux années dans l'organisation avec le club-école de la Ligue internationale, les Lynx d'Ottawa. Devenu agent libre, il rejoint les A's d'Oakland à l'automne 2004 mais passe l'entière saison 2005 hors des majeures à évoluer pour le club-école de Sacramento.

### Padres de San Diego
Il dispute quatre matchs dans les majeures en 2006 pour les Padres de San Diego.

### Athletics d'Oakland

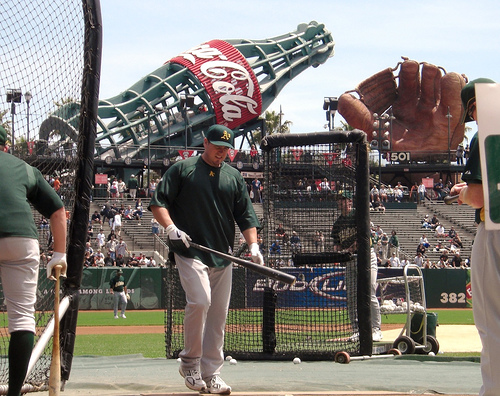
Jack Cust en 2007 avant un match des A's d'Oakland à San Francisco.

Après une saison 2006 presque exclusivement passée dans les rangs mineurs dans l'organisation des Padres, les Athletics d'Oakland rachètent le contrat de Cust. Il passe quatre saisons à Oakland, où il obtient enfin la chance de jouer sur une base régulière. Il est un important élément à l'attaque pour les A's en 2007, 2008 et 2009. Ces trois saisons-là, il frappe 26, 33 et 25 coups de circuit en plus de produire 82, 77 et 70 points, respectivement. Sa moyenne de puissance de ,504 en 2007 est sa plus élevée en carrière et il atteint un sommet personnel également pour la moyenne de présence sur les buts, la sienne se chiffrant à ,408. Il soutire 105 buts-sur-balles aux lanceurs adverses en 2007, le deuxième meilleur résultat de la Ligue américaine et la saison suivante il mène tous les joueurs de l'Américaine à ce chapitre avec 111. En revanche, il mène les frappeurs de l'Américaine pour les retraits sur trois prises avec respectivement 164, 197 et 185 lors des saisons 2007 à 2009,,. En 2008, il bat le triste record de la Ligue américaine pour les retraits au bâton, ses 197 brisant la marque de 186 de Rob Deer des Brewers de Milwaukee (un club alors dans la Ligue américaine) en 1987. Le record de Cust est cependant fracassé en 2012 par Adam Dunn et ses 222 retraits sur des prises avec les White Sox de Chicago.
En 2010, Cust présente sa moyenne au bâton la plus élevée en une saison (,272) mais joue moins. En 112 parties, il claque 12 circuit et récolte 52 points produits pour Oakland.
Jouant surtout au champ extérieur à ses deux premières années chez les A's, Cust est leur principal frappeur désigné lors des deux dernières campagnes.

### Mariners de Seattle
Le 10 décembre 2010, Jack Cust signe un contrat d'une saison pour 2 millions et demi de dollars avec les Mariners de Seattle. Il frappe trois circuits et produit 23 points en 67 matchs pour les Mariners en 2011 mais sa moyenne au bâton ne s'élève qu'à ,213. Il est libéré par l'équipe le 4 août.
Le 12 août 2011, il accepte un contrat des ligues mineures et rejoint les Phillies de Philadelphie mais n'apparaît dans aucun match de l'équipe.

### Astros, Yankees et Blue Jays
Il signe un contrat de 600 000 dollars pour un an avec les Astros de Houston le 18 janvier 2012. Il est libéré par les Astros le 27 mars durant le camp d'entraînement.
Après avoir été libéré par Houston, Cust signe un contrat des ligues mineures avec les Yankees de New York. Il est affecté aux ligues mineures sans jamais être rappelé par les Yankees puis est libéré le 1er août 2012. Le 5 août 2012, Cust rejoint les Blue Jays de Toronto mais ne joue qu'en ligues mineures. Il passe donc l'entière saison 2012 au niveau AAA des ligues mineures avec les Yankees de Scranton et les 51s de Las Vegas.

### Rays de Tampa Bay
Le 17 février 2013, Jack Cust signe un contrat des ligues mineures avec les Rays de Tampa Bay. Il est libéré le 23 mars suivant.